# دروازه کارمنتا
دروازه کارمنتا (به لاتین: Porta Carmentalis) یک دروازهٔ دو-دربی در دیوارهای سرویوسی در روم باستان بود. سبب نام‌گذاری این دروازه نزدیکی‌اش به معبد الهه کارمنتا بود، الهه‌ای که اهمیتش در دین رومی از روی تخصیص یکی از پانزده فلامن به وی و نیز از جشنوارهٔ باستانی کارمنتالیا که به افتخارش برگزار می‌شد معلوم بود. این معبد در سمت راست دروازه واقع بود.
ظاهراً دو دربِ این دروازه خمیده بودند و نام‌های جداگانه داشتند. ترک کردن شهر روم از کنار درب راستی (موسوم به درب طلسم‌شده) عملی نامیمون بود، زیرا نقل بود که در سال ۴۷۹ یا ۴۷۸ ق.م. ۳۰۶ تن از خاندان فابیان از طریق آن از شهر خارج شدند اما در نبردی فاجعه‌بار کشته شدند. مقبرهٔ خانوادگی خاندان کلاودیان در بیرون دروازهٔ کارمنتا واقع بود.
درب دیگر را درب ظفر می‌نامیدند، چراکه یک فرماندار پس از بازگشت از استانش فقط در صورتی مجاز به گذشتن از این درب می‌بود که یک جشن پیروزی (تریومفوس) برگزار کرده باشد. معمول بود که از درب طلسم‌شده جهت ورود به شهر و از درب ظفر جهت خروج استفاده کنند. در مراسمات تشییع جنازه، سیل جمعیت به‌سوی درب طلسم‌شده و در مراسمات جشن پیروزی به‌سوی درب ظفر مایل می‌شد. آگوستوس، بانی امپراتوری روم، این افتخار منحصربفرد را داشت که مردم در مراسم تشییعش از درب ظفر خارج شوند.